# Popillia japonica

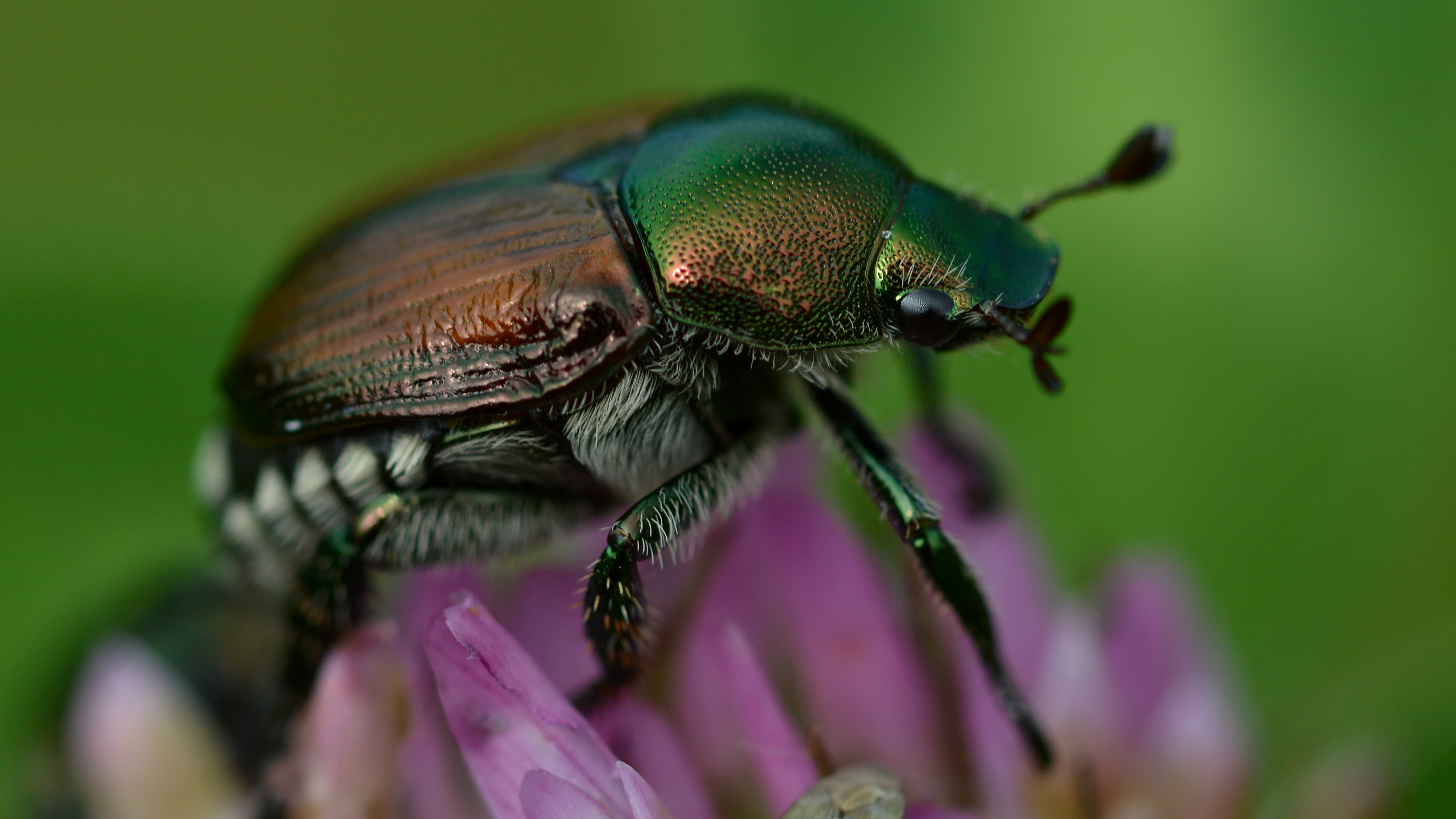
Adulto (Ontario, Canadá).

O Popillia japonica Newman, 1841, conhecido pelos nomes comuns de besouro-japonês ou escaravelho-japonês, é um coleóptero da família dos escarabeídeos. Possui cabeça e tórax verdes brilhantes, com marcada iridescência na parte dorsal, élitros castanhos manchados de verde nas margens e abdome com manchas brancas. A espécie é originária do Japão, onde não provoca prejuízos nas culturas pelo facto de ser controlada pela acção de numerosos inimigos naturais. Foi introduzida nos Estados Unidos da América, nos Açores e em muitas outras regiões temperadas e subtropicais, onde se tornou uma séria praga, causando vultosos danos a várias culturas e na vegetação natural.

## Descrição
P. japonica é um insecto polífago: os adultos alimentam-se de folhas e partes florais de diversas espécies arbustivas e arbóreas, tendo preferência pelo castanheiro, pela videira e pelos silvados. Os instares larvares desenvolvem no solo, onde se alimentam de raízes, sobretudo de gramíneas.
A espécie consome folhas e flores de um largo espectro de espécies, incluindo as seguintes espécies cultivadas:
feijões, morangueiros, tomate, pimentos, uvas, lúpulo, roseiras, cerejas, ameixas, peras, pêssegos, ginjas, amoras, milho, ervilha e mirtilos. Consome ainda folhas de plantas dos seguintes géneros:
- Abelmoschus
- Acer
- Aesculus
- Alcea
- Aronia
- Asparagus
- Aster
- Betula
- Buddleja
- Calluna
- Caladium
- Canna
- Chaenomeles
- Cirsium
- Cosmos
- Dahlia
- Daucus
- Dendranthema
- Digitalis
- Dolichos
- Echinacea
- Hemerocallis
- Heuchera
- Hibiscus
- Humulus
- Hydrangea
- Ilex
- Impatiens
- Ipomoea (bons-dias)
- Iris
- Lagerstroemia
- Liatris
- Ligustrum
- Malus (macieiras)
- Malva
- Myrica
- Ocimum
- Oenothera
- Parthenocissus
- Phaseolus
- Phlox
- Physocarpus
- Pistacia
- Platanus
- Polygonum
- Populus
- Prunus
- Quercus
- Ribes
- Rheum
- Rhododendron
- Rosa
- Rubus (silvas)
- Salix (salgueiros)
- Sambucus
- Sassafras
- Solanum
- Syringa
- Thuja (arborvitae)
- Tilia (tílias)
- Toxicodendron
- Ulmus
- Vaccinium
- Viburnum
- Vitis
- Weigelia
- Wisteria
- Zea
- Zinnia

## Ver também

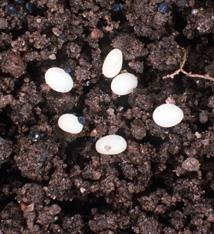
Um depósito típico de ovos
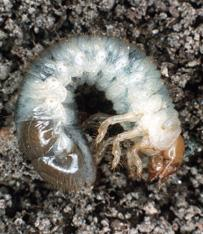
Larva
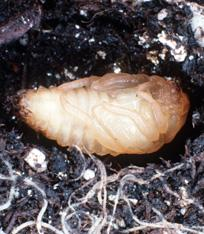
Pupa
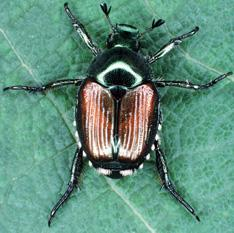
Fase adulta
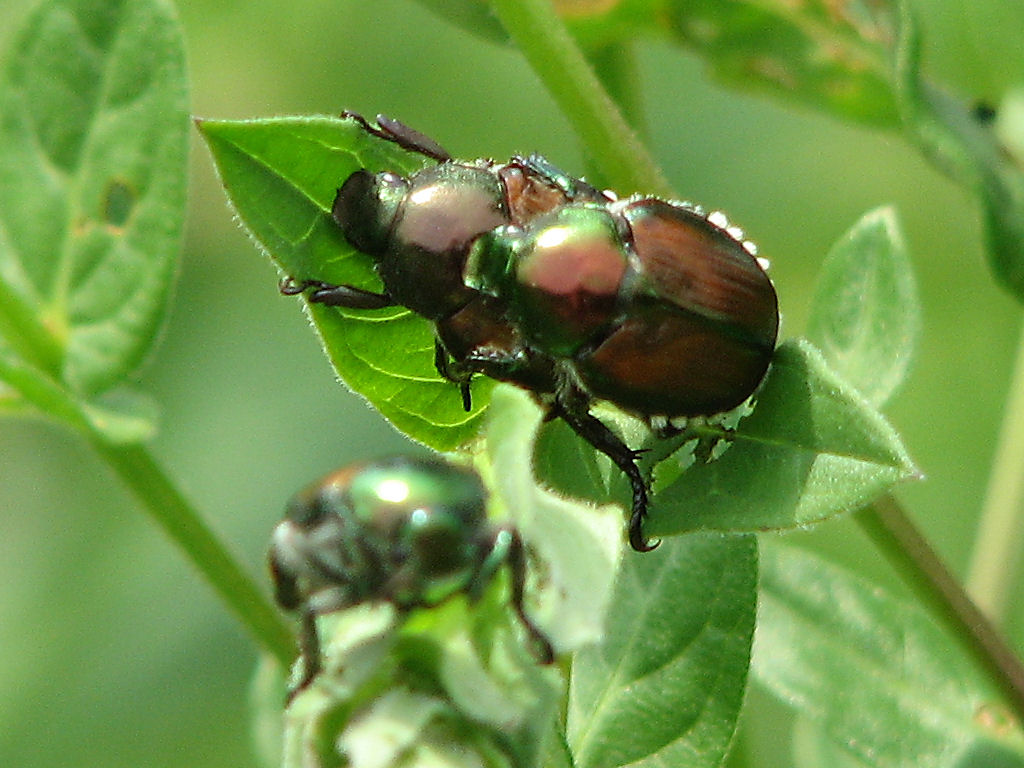
Acasalamento (Ottawa, Ontario, Canada)
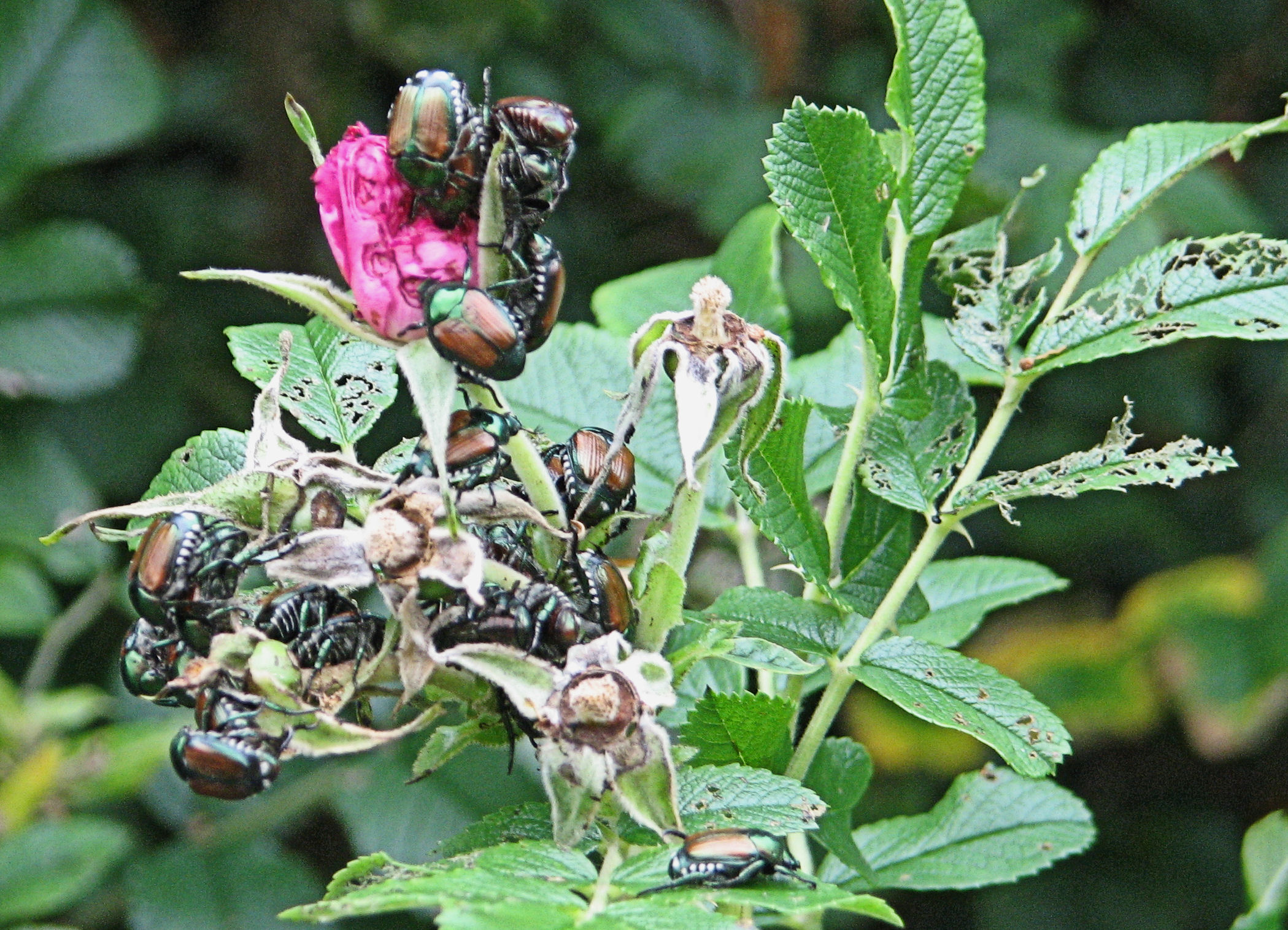
Adultos a alimentarem-se (Ottawa, Ontario, Canada)